# Liste des arrêts de la Cour suprême des États-Unis, volume 548
Ceci est une liste des arrêts de la Cour suprême des États-Unis du volume 548 de l’United States Reports (2006) :

## Liste
- Dixon v. United States, 548 U.S.  1 (2006)
- Fernandez-Vargas v. Gonzales, 548 U.S.  30 (2006)
- Burlington N. & S. F. R. Co. v. White, 548 U.S.  53 (2006)
- Woodford v. Ngo, 548 U.S.  81 (2006)
- Laboratory Corp. of America Holdings v. Metabolite Laboratories, Inc., 548 U.S.  124 (2006)  (per curiam)
- United States v. Gonzalez-Lopez, 548 U.S.  140 (2006)
- Kansas v. Marsh, 548 U.S.  163 (2006)
- Washington v. Recuenco, 548 U.S.  212 (2006)
- Randall v. Sorrell, 548 U.S.  230 (2006)
- Arlington Central School Dist. Bd. of Ed. v. Murphy, 548 U.S.  291 (2006)
- Sanchez-Llamas v. Oregon, 548 U.S.  331 (2006)
- League of United Latin American Citizens v. Perry, 548 U.S.  399 (2006)
- Beard v. Banks, 548 U.S.  521 (2006)
- Hamdan v. Rumsfeld, 548 U.S.  557 (2006)
- Clark v. Arizona, 548 U.S.  735 (2006)
- Mt.Soledad Nat. War Memorial v. Paulson, 548 U.S.  1301 (2006)

## Source
- (en) Cet article est partiellement ou en totalité issu de l’article de Wikipédia en anglais intitulé « List of United States Supreme Court cases, volume 548 » (voir la liste des auteurs).